# Henicorhynchus siamensis
Henicorhynchus siamensis — вид прісноводних риб родини коропових (Cyprinidae).

## Поширення
Вид поширений у Південно-Східній Азії. Мешкає у басейні річок Меконг та Чаопхрая в Таїланді, Камбоджі і Лаосі.

## Опис
Риба завдовжки до 20 см. Голова велика і широка. Тіло відносно глибоке. Морда не виступає або слабо виступає. Забарвлення монотонне сріблясте.